# Jean-Claude Bünzli
Jean-Claude Bünzli, né en 1944, est un chimiste suisse.

## Biographie
Il obtient le titre d'ingénieur chimiste en 1968 et un doctorat ès sciences en 1971 pour son travail sur le comportement cinétique des adduits de Nb(V) et Ta(V), tous deux à l'École polytechnique fédérale de Lausanne (EPFL). Il passe deux ans à l'université de la Colombie-Britannique (spectroscopie photoélectronique) et une année à l'École polytechnique fédérale de Zurich (EPFZ) (chimie physique organique).
Il est nommé professeur assistant à l'université de Lausanne (UNIL) en 1974 et commence ses travaux sur les propriétés spectrochimiques des éléments 4f. Il est promu professeur ordinaire de chimie minérale et analytique en 1980. Il a assumé les fonctions de doyen de la Faculté des sciences (1990-1991) et de vice-recteur de l'université de Lausanne (1991-1995), chargé du secteur étudiants et de la gestion de programmes de recherche, notamment dans le domaine des sciences biomédicales. En 1996, il a occupé un poste de professeur invité à l'université Louis-Pasteur de Strasbourg et en 1998 un poste similaire à la Science University de Tokyo.
En 1989, il fonde une association, la European Rare Earths and Actinides Society (ERES), qui coordonne les conférences dans ce domaine. Il a aussi été l'un des spécialistes mandatés par la Banque mondiale dans le cadre du programme de développement des universités provinciales chinoises (1989) et l'un des membres du comité chargé d'évaluer la recherche en chimie dans les universités norvégiennes (1997). En 2001, il a fonctionné comme peer leader dans le processus d'évaluation des hautes écoles spécialisées de Suisse. Sur le plan de l'enseignement, il dirige le projet Chimie générale pour étudiants en sciences de la vie commun aux universités de Genève, Lausanne, Neuchâtel et Fribourg, dans le cadre du Campus virtuel suisse soutenu par la CUS et l'OFES.